# Major (Allemagne)
Pour les articles homonymes, voir Major (homonymie).
Major désigne un grade d’officier supérieur dans les armées allemande, autrichienne et suisse.

## Allemagne

### Historique
Major est un grade des armées allemandes (prussienne, bavaroise, etc.) à partir du XVIIIe siècle puis de l’Armée allemande à partir de 1871, qui correspond à celui de commandant. Ce grade a été utilisé dans le Deutsches Heer de 1871 à 1919, dans la Reichswehr de 1921 à 1935 et dans la Wehrmacht de 1935 à 1945. Il est utilisé dans la Bundeswehr depuis 1955. Dans la nomenclature des grades de l'OTAN, il correspond au code « OF3 ».

### Armée de terre et Armée de l’air
Dans l'Armée de terre (la « Heer ») et l’Armée de l’air (la « Luftwaffe ») allemandes, selon l'ordre hiérarchique croissant, le grade de Major est le premier grade d'officier supérieur, immédiatement après le grade de Hauptmann (capitaine). Il est toujours utilisé dans la Bundeswehr. Ce grade est hiérarchiquement inférieur au grade d’Oberstleutnant (lieutenant-colonel).

### Marine
Major correspond au grade de Korvettenkapitän dans la Marine allemande — la Deutsche Marine et antérieurement la Kriegsmarine — qui est un équivalent du capitaine de corvette de la Marine nationale française. Korvettenkapitän est le grade immédiatement supérieur à Kapitänleutnant, et immédiatement inférieur à Fregattenkapitän.

### Schutzstaffel (Waffen-SS, Allgemeine-SS, Gestapo...)
Dans la SS, le grade équivalent à Major était celui  de SS-Sturmbannführer.

## Sources
- (de) Cet article est partiellement ou en totalité issu de l’article de Wikipédia en allemand intitulé « Major » (voir la liste des auteurs).